# Yankee (St. Louis)
Yankee is een Amerikaans historisch merk van motorfietsen.
De bedrijfsnaam was: Yankee Mfg. Co. Inc., St. Louis (Minnesota)
Yankee begon in 1922 met de productie van primitieve maar ook goedkope 269cc-tweetakten, maar de productie eindigde al in 1923.
- Er was nog een merk met de naam Yankee, zie Yankee (Schenectady).